# Брауде, Вера Петровна
Вера Петровна Брауде (1890—1961) — деятель советских органов государственной безопасности, майор. Многократно арестовывалась как царскими, так и советскими властями.

## Биография
Дворянка, дочь действительного статского советника Петра Константиновича Булича. До 1904 получала образование в Казанском Родионовском институте благородных девиц, откуда была исключена. В октябре 1905 арестована, затем освобождена. В апреле 1906 арестована, и через месяц отправлена в Чистопольский уезд Казанской губернии. В 1907 арестована и осуждена к административной высылке на 2 года в Архангельскую губернию, которая заменена на высылку за границу во Францию. В 1908 вернулась в Российскую империю, где была арестована и осуждена к административной высылке на 3 года в Архангельскую губернию. Бежала из ссылки и 28 апреля 1915 снова арестована, в том же году осуждена к административной высылке на 3 года в Иркутскую губернию в село Манзурка. 6 (19) марта 1917 амнистирована. С апреля по сентябрь 1917 секретарь Казанской организации Партии социалистов-революционеров-интернационалистов и максималистов. С сентября по октябрь 1917 в рабочей секции Казанского Совета, затем до октября 1918 председатель Ревизионной комиссии Казанского Совета. С 1905 по 1908 член РСДРП, с 1917 по июль 1918 член Партии социалистов-революционеров, с сентября 1918 член РКП(б).
При этом с ноября 1917 по январь 1918 в Отделе по борьбе с контрреволюцией Следственной комиссии Казанского губернского Революционного Трибунала. С июля по август 1918 заместитель председателя Казанской губернской ЧК. После чего с августа по сентябрь 1918 в Особом отделе ВЧК Восточного фронта. С сентября 1918 по май 1919 заместитель председателя Следственной комиссии Казанского губернского Революционного Трибунала, с июня по июль 1919 в Регистрационном отделе Штаба, Особом отделе ВЧК 5-й армии РККА. С июля 1919 заместитель председателя Челябинской губернской ЧК, потом до декабря 1919 заместитель председателя Омской губернской ЧК, и в том же месяце успела побывать на должности заместителя Сибирской ЧК, а затем и стать председателем Ново-Николаевской ЧК, после чего в том же декабре стать заместителем председателя Томской губернской ЧК, где проработала до августа 1920. Причём с апреля 1920 являлась исполняющей обязанности председателя Томской губернской ЧК. С сентября 1920 по октябрь 1924 помощник начальника Отделения Секретного отдела ВЧК при СНК — ГПУ при НКВД РСФСР — ОГПУ при СНК СССР. С октября 1924 по ноябрь 1925 партийный следователь Московской губернской контрольной комиссии РКП(б). С ноября 1925 возвращается на работу в ОГПУ при СНК СССР.
До апреля 1938 слушательница Ленинградских сельскохозяйственных курсов, откуда была отчислена в связи с арестом. 22 апреля 1938 арестована НКВД. 29 мая 1939 осуждена к 8-ми годам лишения свободы. В августе 1946 освобождена. С августа 1946 по январь 1953 на пенсии в городе Малоярославец Калужской области. В январе 1953 арестована, 27 ноября 1953 освобождена. С этого же месяца снова на пенсии. В августе 1956 восстановлена в КПСС.

### Звания
- майор ГБ.

### Награды
- нагрудный знак «Почётный сотрудник госбезопасности».